# Fat Freddy's Drop
Fat Freddy's Drop är ett sjumannaband från Wellington, Nya Zeeland. Gruppens musikstil sträcker sig över flera genrer och inkluderar dub, jazz, reggae, rhythm and blues, techno och funk.
Fat Freddy's Drop grundades 1999 och utgav 2001 sitt första album, livealbumet Live at the Matterhorn. År 2005 utgav gruppen sitt första studioalbum Based on a True Story. Under samma års RIANZ New Zealand Music Awards vann gruppen utmärkelser i samtliga kategorier som de nominerats i; Bästa musikgrupp, Bästa album och Bästa Nyzeeländska roots-grupp. Sedan dess har gruppen gett ut ytterligare tre studioalbum, Dr Boondigga and the Big BW år 2009, Blackbird år 2013 och Bays år 2015.

## Gruppmedlemmar
- Dallas Tamaira ("Joe Dukie") – sång, gitarr (1999– )
- Chris Faiumu ("DJ Fitchie") – MPC, produktion (1999– )
- Toby Laing ("Tony Chang") – trumpet (1999– )
- Tehimana Kerr ("Jetlag Johnson") – gitarr (2000– )
- Iain Gordon ("Dobie Blaze") – keyboards (2000– )
- Joe Lindsay ("Hopepa") – trombon, tuba (2000– )
- Scott Towers ("Chopper Reedz") – saxofon (2007– )
- MC Slave - rap (vid liveframträdanden)

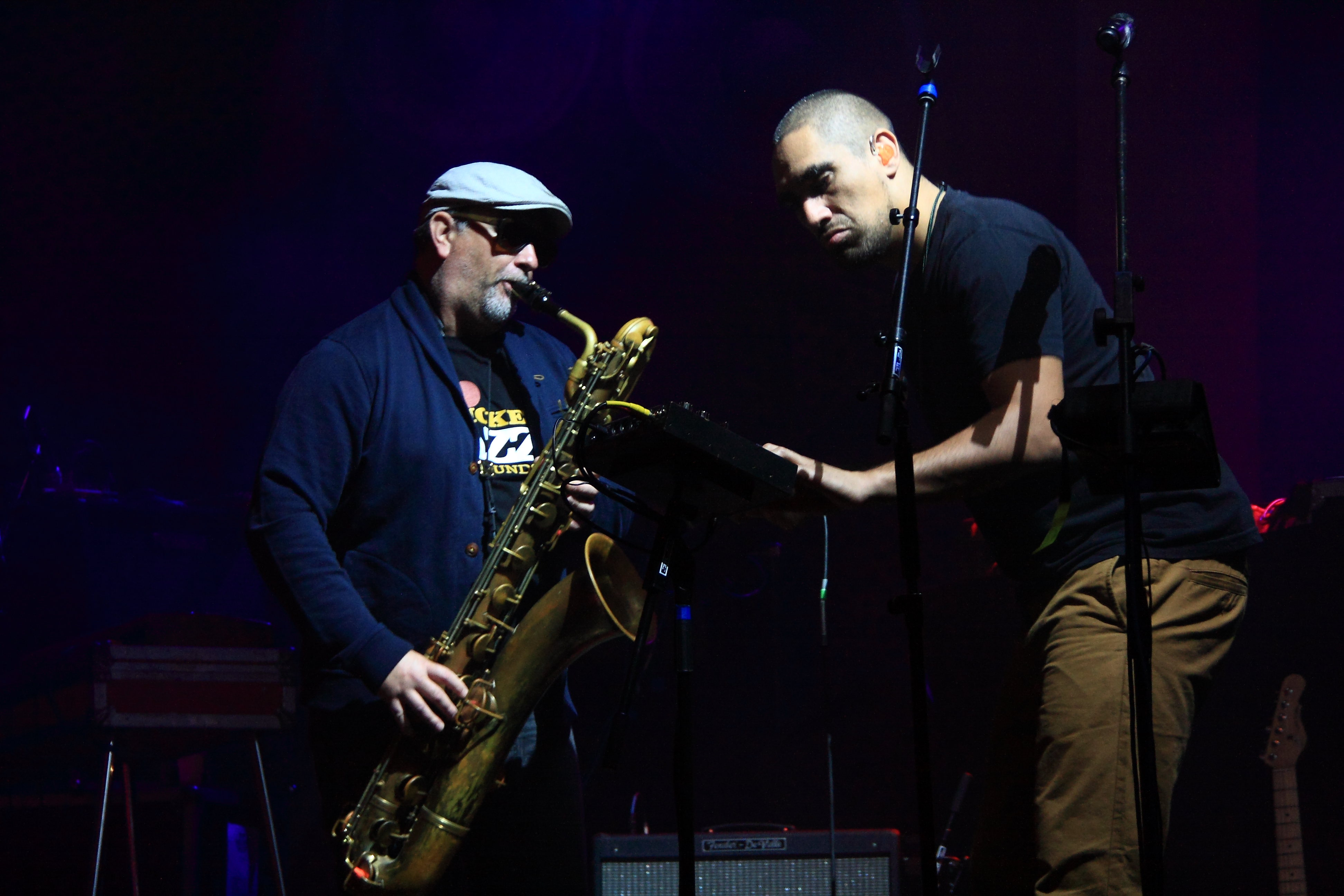
Chopper Reedz & Joe Dukie
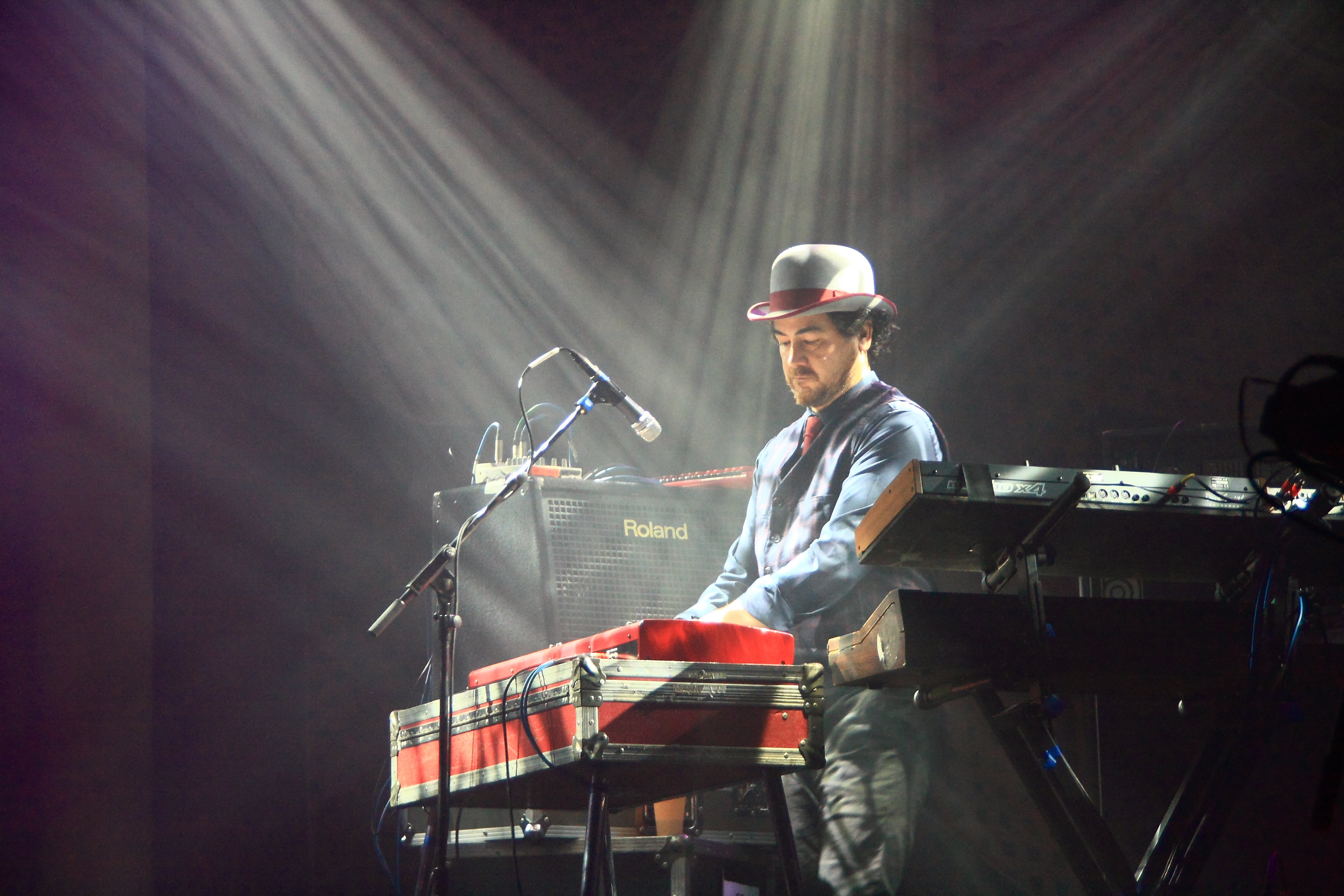
Dobie Blaze
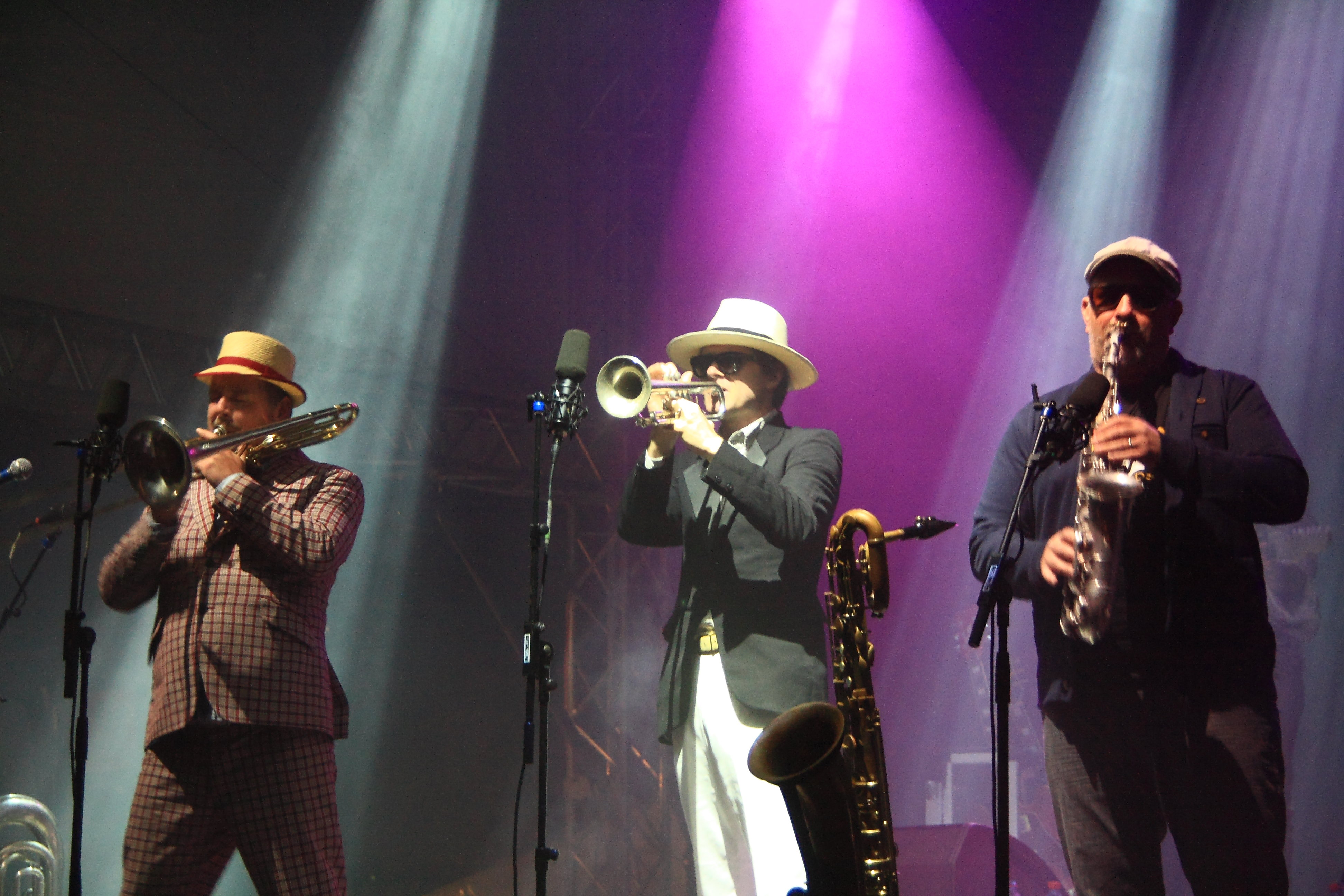
Hopepa, Tony Chang & Chopper Reedz
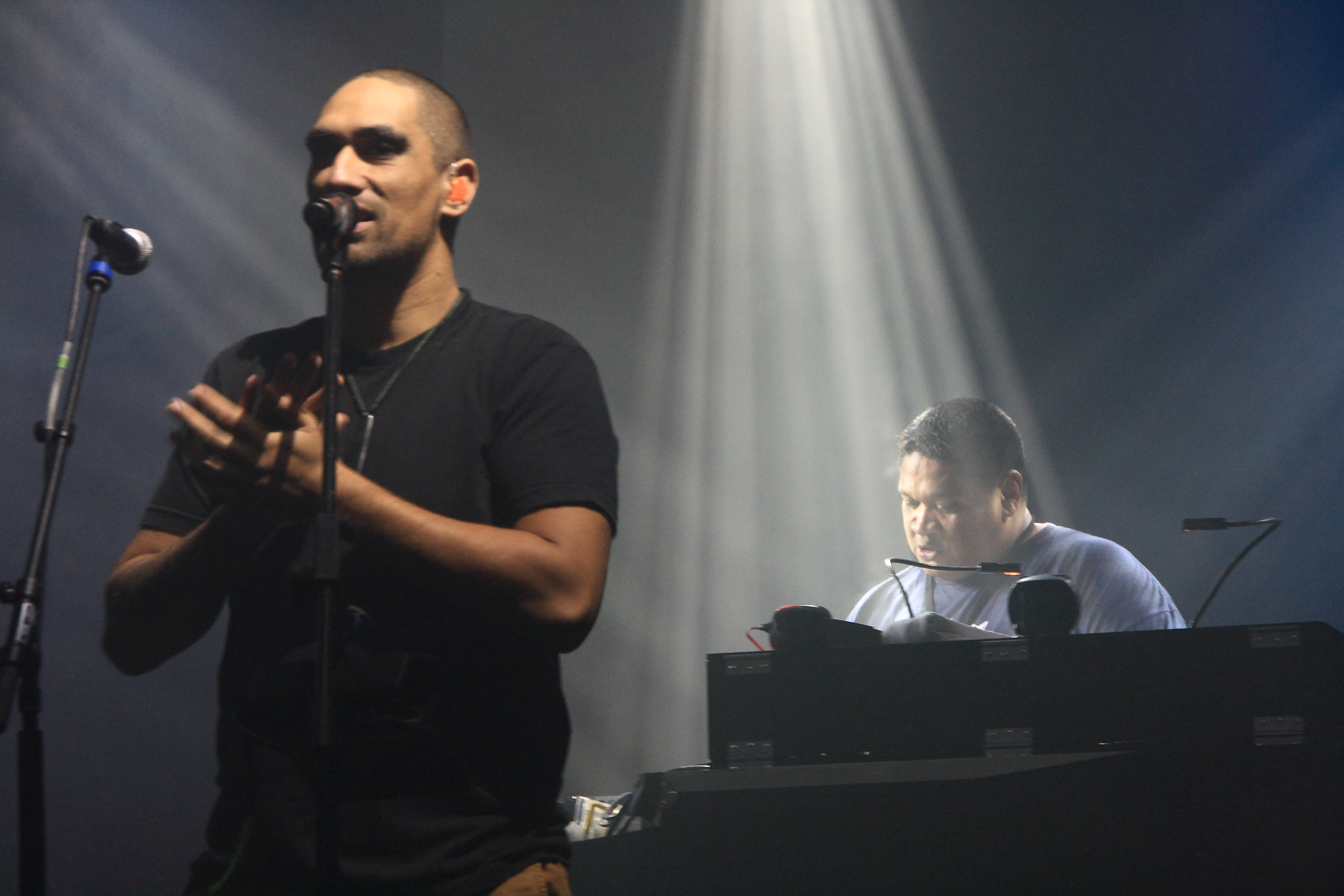
Joe Dukie & DJ Fitchie
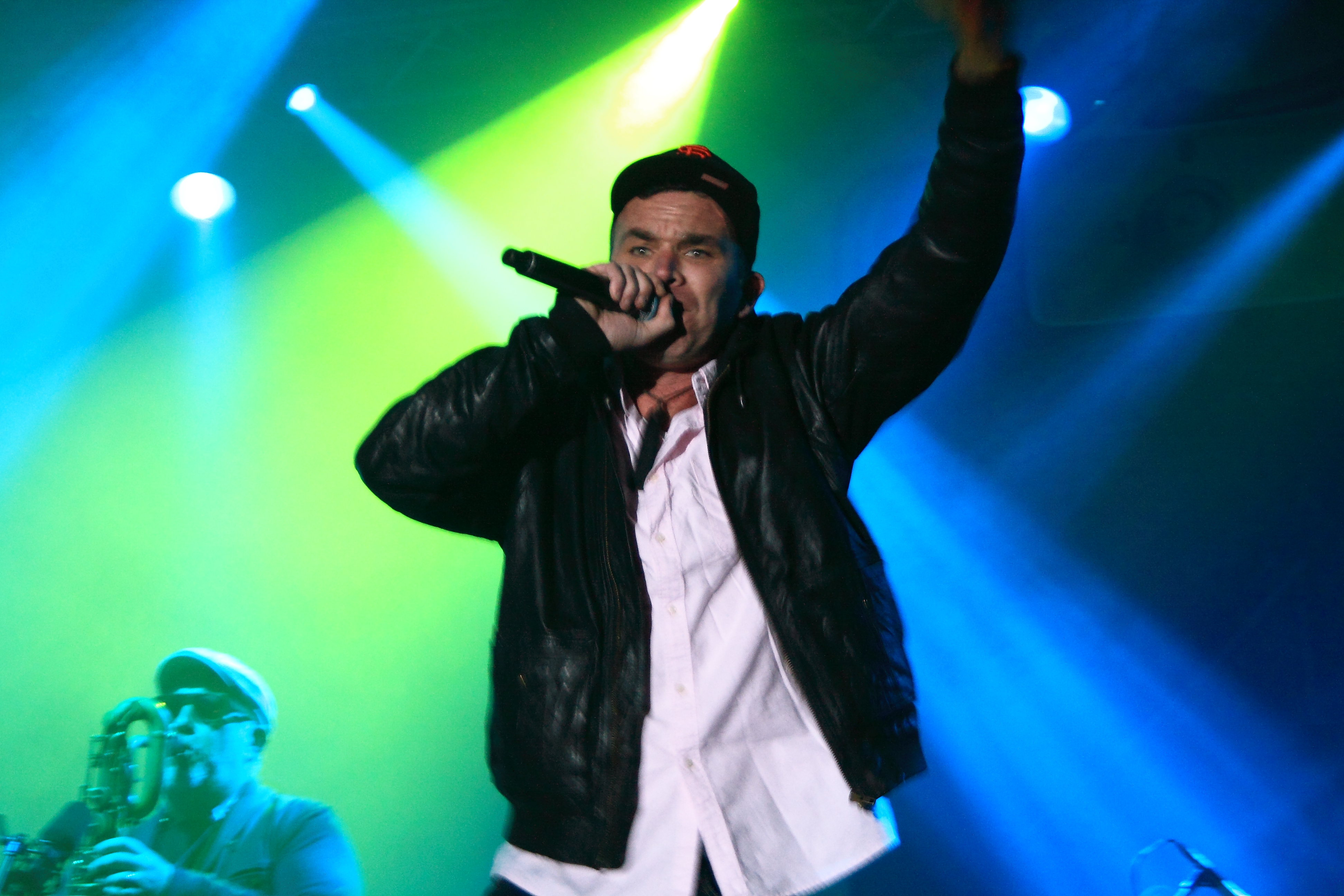
MC Slave

Tidigare medlemmar
- Warren Maxwell ("Fulla Flash") – saxofon (2000–2007)
- Tom Bilkey ("Muppet Shorts") - gitarr (1999–2000)

## Diskografi
- 2001: Live at the Matterhorn
- 2005: Based on a True Story
- 2009: Dr Boondigga and the Big BW
- 2010: Live at Roundhouse
- 2013: Blackbird
- 2014: Live in Munich
- 2015: Bays